# 自由路 (屏東市)
自由路（Zihyou Rd.）是屏東縣屏東市的重要幹道，本道路呈逆時環狀走向。起端於建國路、建南路十字交岔路口。前端延續建國路至大連路之路段編號台24線，往東至長治鄉、三地門。沿路行經萬年溪西側。途中與編號台27線的復興路交叉，此轉南可到萬丹、東港。並於民生路口此轉東連結台1線屏鵝公路至麟洛、內埔。
抵大連路後，自由路在此迴向轉西行。往西先與同樣編號為台27線的中正路交叉，此轉中正路可通至海豐、鹽埔、高樹。抵忠孝路口後，可藉編號台3線往北至九如、里港。最後，自由路終抵崇明四街口的轉彎處續行和平路。其中，忠孝路口至勝利路口曾經是台3線的養護路段，現為市區道路。
自由路西段（Zihyou Rd. W. Sec.）。起端接自由路，終抵和平路口接大興路，為一般道路。

## 行經行政區域
- 屏東市

## 分段
自由路共成二個部分：
- 自由路：南起於建南路口接建國路，往北呈逆時環狀走向止於崇明四街口的轉彎處續行和平路。建國路口至大連路口屬台24線。
- 自由路西段：東起於自由路口，東止於和平路口接大興路。

## 沿線設施
（自由路逆時環狀由南至北，自由路西段由東至西。）
- 自由路
  - 建國路
  - 屏東縣政府勞工處
  - 屏東縣勞工育樂中心
  - 復興路
  - 屏東玉皇宮（自由路145號）
  - 慶春里福德祠（福德巷32號）
  - 太師傅便當民生店
  - 新光人壽屏東服務分處（自由路188號8樓）
  - 花旗銀行屏東分行（自由路188號1樓）
  - 屏東醫院
  - 屏東縣政府衛生局
  - 屏東縣立仁愛國小 （页面存档备份，存于）
  - 基督教屏東浸信宣道會
  - 千禧公園千禧公園

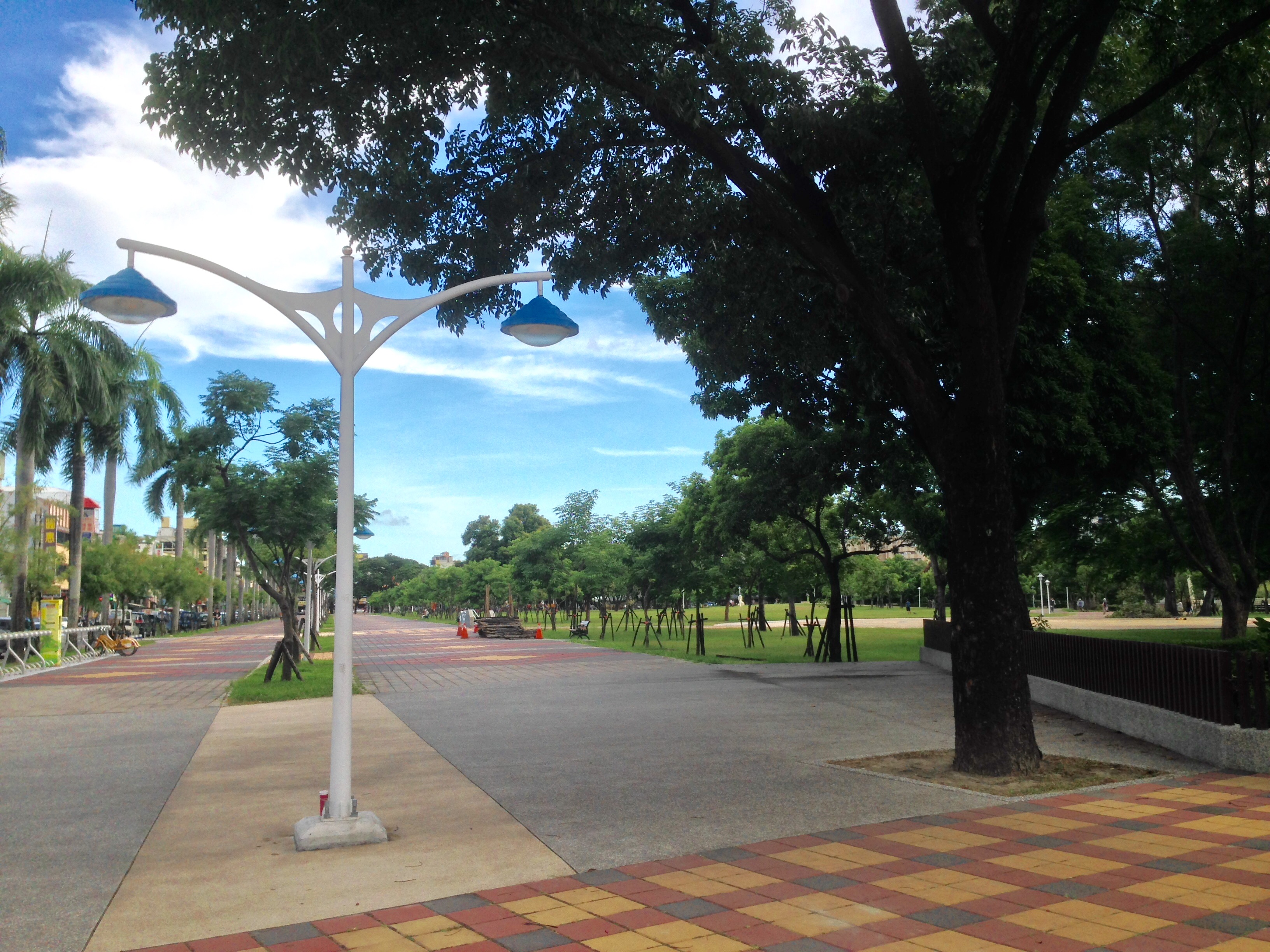
千禧公園

    - 屏東縣政府文化處、台灣排灣族雕刻館（千禧公園內）

  - 丁清祥銅像
  - 大連路
  - 屏東縣立明正國中
  - 北勢頭福德祠（中正路368號）
  - 多那之Donutes屏東中正門市（中正路360號）
  - 中正路
  - 摩斯漢堡屏東中正店（中正路271號）
  - 中國信託商業銀行屏東分行
  - 蔡信峰診所
  - 奧斯卡寵物水族量販廣場屏東店
  - 7-Eleven新自孝門市
  - 麥當勞屏東自由店
  - 基督教浸禮聖經會屏東會幕堂
  - 忠孝路
  - 屏東縣議會
  - 屏東縣政府
  - 屏東地政事務所
  - 屏東戶政事務所
  - 寶雅生活館屏東自由店
  - 丁丁藥局屏東自由店
  - 寶建全家藥品
  - 燦坤3c屏東店
  - 全聯福利中心屏東自由店
  - 千葉火鍋屏東店
  - 台灣中油屏東中山加油站
  - 7-Eleven峰碩門市
  - 安和醫院
  - 行家五金百貨大賣場
  - 春風護理之家
  - 7-Eleven欣欣鼎門市
  - 國民餐廳

- 自由路西段
  - 自由路
  - 屏東縣政府勞工處
  - 屏東縣勞工育樂中心
  - 全家便利商店屏東賢昌店
  - 立德幼稚園
  - 和平路

## 本道路交通
- 屏東客運
  - 8227 屏東－長治－三地門鄉公所
  - 8228 屏東－長治－份仔－三地門
  - 8229 屏東－長治－三和村－三地門

- 高雄客運
  - 8048 楠梓－鳳山－屏東（部分班次至捷運都會公園站）